# 작별하지 않는다
작별하지 않는다는 한강의 장편소설으로 2021년 9월 9일 문학동네에서 출간되었다.

## 수상
2023년 프랑스 문학상인 ‘올해의 프랑스 메디치 외국문학상’에 선정됐다.

## 단행본

### 프랑스어판
- 최경란·피에르 비지우 역, 앵포시블 자디우(‘Impossibles adieux’), GRASSET , 2023년. ISBN 9782246831242

## 참고문헌
1. ↑  홍석재, 한강 ‘작별하지 않는다’ 프랑스 메디치 외국문학상 수상, 한겨레, 2023-11-09